# Dzong du Bhoutan
Pour les articles homonymes, voir Dzong.

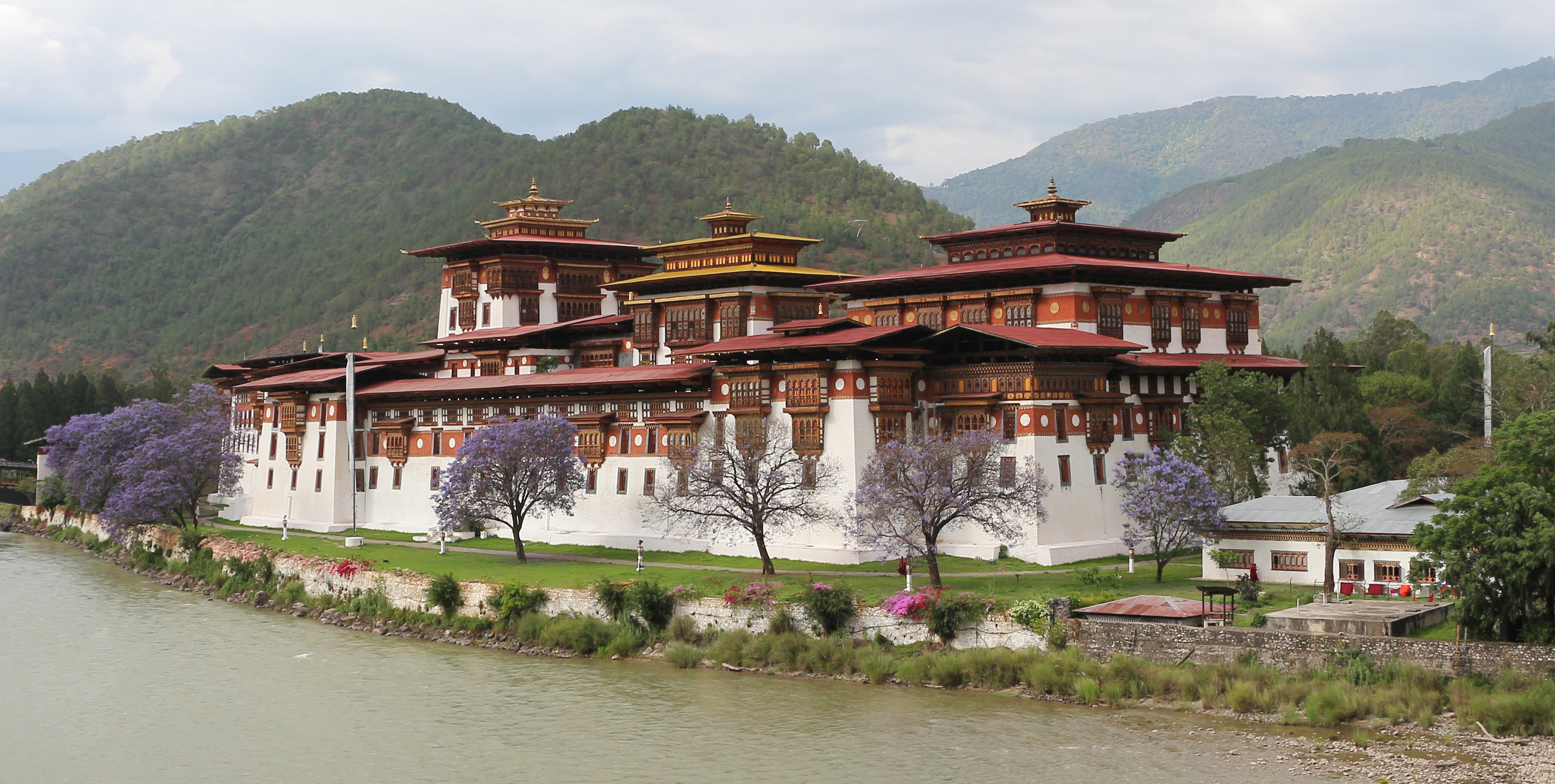
Le dzong de Punakha.

Un dzong du Bhoutan est un monastère-forteresse bouddhiste caractéristique du Bhoutan.
Les premiers dzongs furent construits dans le pays dès le XIIe siècle, mais leur âge d'or fut la première moitié du XVIIe siècle qui vit le renforcement défensif du pays par le shabdrung ou grand lama Ngawang Namgyal (1594-1651), l'unificateur du Bhoutan moderne.

## Liste des dzongs

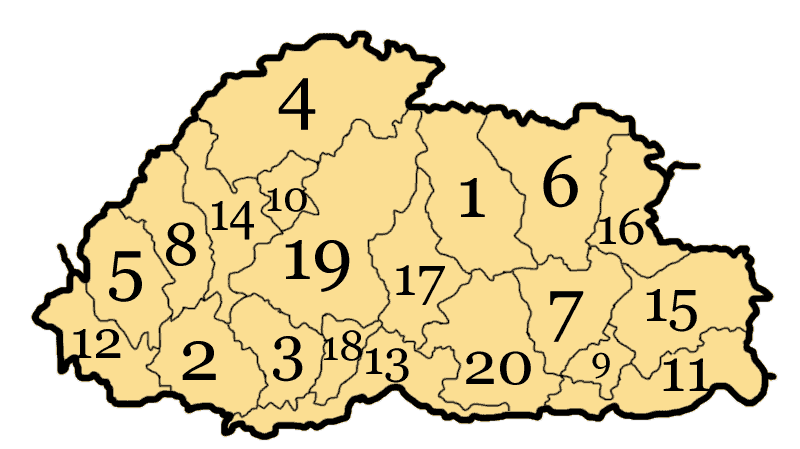
Les 20 régions du Bhoutan

Le dzong (du tibétain རྫོང་, Wylie rDzong) est un type de monastère-forteresse caractéristique que l'on rencontre dans les anciens et actuels royaumes bouddhistes de l'Himalaya, notamment au Bhoutan.
Chacune des 20 régions ou districts (dzongkhags) du Bhoutan est censée posséder sa forteresse monastique :
1. Bumthang : dzong de Jakar
2. Chukha : dzong de Chhukka
3. Dagana (Bhoutan)
4. Gasa : dzong de Gasa
5. Haa (ou Ha) : dzong Wangchuk Lo de Haa
6. Lhuntse: dzong de Lhuntse
7. Mongar : dzong de Mongar
8. Paro : dzong de Paro
9. Pemagatshel : dzong de Pemagatshel
10. Punakha : dzong de Punakha
11. Samdrup Jongkhar (district)
12. Samtse
13. Sarpang
14. Thimphu : dzong de Trashi Chhoe
15. Trashigang : dzong de Trashigang
16. Trashiyangtse dzong de Trashiyangtse
17. Trongsa : dzong de T(r)ongsa Dzong
18. Tsirang
19. Wangdue Phodrang : dzong de Wangdue Phodrang
20. Zhemgang : dzong de Zhemgang

## Histoire
Selon certaines sources , l'initiateur de la subdivision de territoires tibétains en régions administrées chacune depuis une forteresse monastique, serait Jangchub Gyaltsen (1302-1373), le premier prince abbé de la dynastie Phakmo Drupa .
La grande période de construction ou de reconstruction des dzongs fut la première moitié du XVIIe siècle : Shabdrung Ngawang Namgyal, 18e abbé du monastère drukpa de Ralung au Tibet, vint se réfugier au Bhoutan, sa réincarnation d'un savant renommé, le 4e Gyalwang Drukpa Pema Karpo (le « Lotus blanc »), étant contestée. Portant le titre honorifique de shabdrung (littéralement « celui aux pieds duquel on se soumet »), il y établit un État dans lequel il institua le double système de gouvernement civil et religieux s'exerçant depuis les dzongs. C'est ainsi que s'élevèrent les forteresses de Simthoka (1631), Punakha (1637), Wangdue Phodrang (1639), Trashi Chho (1641), Paro (1646) et Drugyel (1647) . Selon Michel Praneuf, sous le règne de Ngawang Namgyal, le pays eut à repousser à cinq reprises des invasions tibétaines sous les bannières du 5e dalaï-lama et du chef de la province du Tsang, des rivaux politiques et religieux du Shabdrung.
Au XIXe siècle, ce sont les Seigneurs de la Loi qui se disputaient la domination des vallées.
Une intense activité régnait autrefois dans les forteresses où se pressaient moines, fonctionnaires, serviteurs, artisans et soldats. Les paysans apportaient au grenier gouvernemental leur impôt en nature. Les serfs attachés au seigneur du dzong s'affairaient sous la surveillance d'intendants munis d'un fouet. On y voyait aussi, le cou passé dans une cangue en bois, des prisonniers de droit commun .
Aujourd'hui, serfs et soldats ont disparu, les fonctionnaires et serviteurs habitent à l'extérieur, il ne reste que les lamas . Pour pénétrer dans un dzong, il faut porter le vêtement traditionnel, le ko pour les hommes, la kira pour les femmes .

## Fonctions
Le dzong servait autrefois de centre religieux, militaire, administratif et social du district qu'il commandait. Il pouvait abriter une garnison si nécessaire ainsi qu'une armurerie. Il accueillait les structures administratives du district ainsi que les moines. C'était aussi un lieu d'échanges et souvent le site d'un tshechu ou festival religieux annuel. 
Il y avait deux dzongpöns (litt. « maîtres du fort ») ou préfets pour chaque dzong : un ecclésiastique (tsédung ou tsédrung) et un laïc. Ils se voyaient confier les pouvoirs tant civils que militaires et étaient égaux à tous égards.  
Les pièces à l'intérieur du dzong sont généralement vouées pour moitié à des fonctions administratives (comme le bureau du penlop ou gouverneur), et pour moitié à des fonctions religieuses, principalement le temple et le logement pour les moines. Cette division entre l'administratif et le religieux reflète la dualité de pouvoir entre branche religieuse et branche administrative du gouvernement (voir Histoire du Bhoutan) .
Les sous-sols servaient de magasins pour entreposer les impôts en nature (riz, sarrasin, huile de moutarde, beurre, viande), du moins jusqu'à l'adoption du paiement en argent.
Les dzongs étant généralement édifiés sur une crête, un tunnel était souvent construit jusqu'à la source la plus proche afin d'alimenter la forteresse en eau et lui permettre de résister à un siège.
En temps de guerre, les habitants de la vallée proche venaient souvent se réfugier dans la forteresse.

## Emplacement

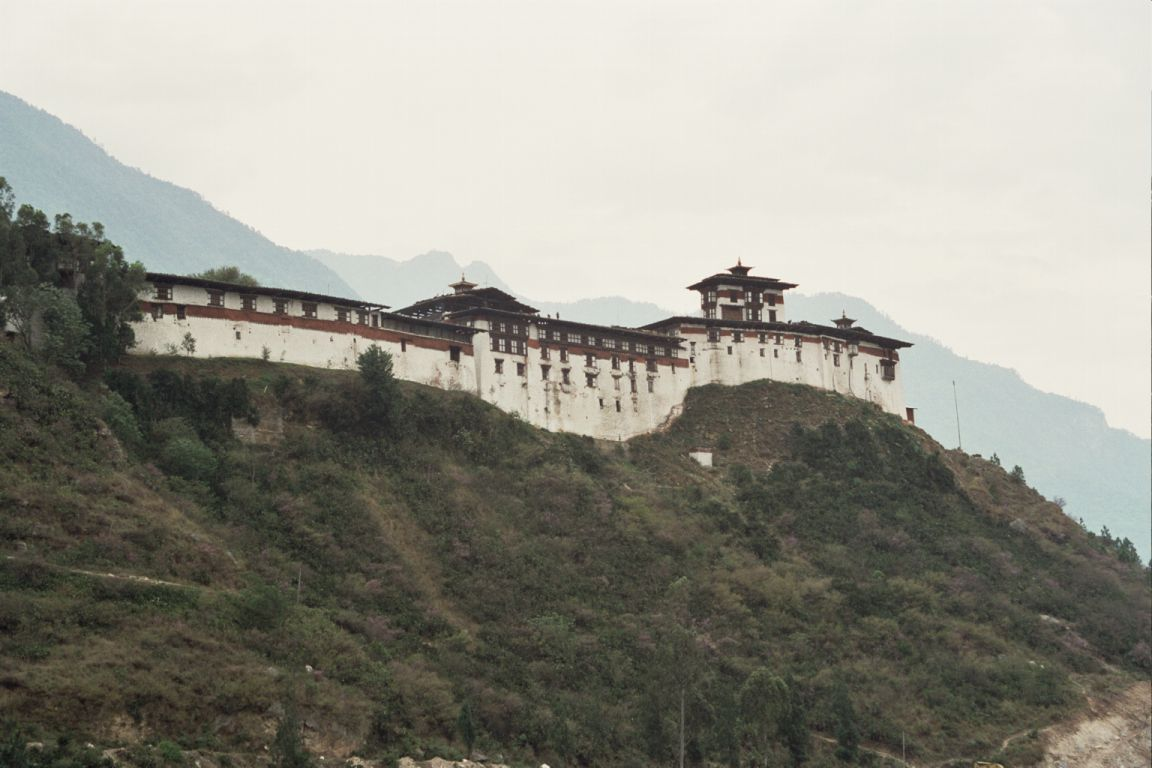
Le dzong de Wangdue Phodrang.

L'architecture bhoutanaise des dzongs a atteint son apogée dans le deuxième quart du XVIIe siècle sous la direction du grand lama Ngawang Namgyal. Si ce dernier s'est appuyé sur des visions et des présages pour placer chacun des dzongs, les stratèges militaires modernes ne manqueraient pas de faire remarquer que les dzongs sont bien placés du point de vue défensif. 
Ainsi, Le dzong de Wangdue Phodrang est situé sur un éperon dominant la confluence des rivières Puna Chhu et du Tang Chhu, bloquant de ce fait tout assaut par le sud de la part d'envahisseurs qui tenteraient de passer par les rivières plutôt que par les pentes non frayées de l'Himalaya central pour attaquer le centre du Bhoutan. 
De même, le dzong de Drukgyel, à la tête de la vallée de Paro, surveille le chemin d'invasion traditionnel des Tibétains sur les cols du haut Himalaya. 
Les dzongs étaient fréquemment implantés sur le sommet d'une colline ou sur un éperon. Si le dzong est construit sur le flanc d'une vallée, un plus petit dzong ou tour de guet est généralement construit juste en amont du dzong principal afin d'écarter du haut de la pente des agresseurs qui pourraient faire feu en direction de la cour du dzong principal en contrebas (voir l'image en tête d'article). 
Le dzong de Pungtang Dechen Photrang à Punakha est singulier dans la mesure où il se dresse sur une langue de terre relativement plate à la confluence des rivières Mo Chhu et Pho Chhu (littéralement « rivière mère » et « rivière père »). Les rivières entourent le dzong sur trois côtés, le protégeant ainsi des assauts. Cet emplacement se révéla toutefois malheureux, quand en 1994 un lac glaciaire 90 kilomètres en amont fit éclater son barrage de glace, causant sur le Pho Chhu une inondation massive qui endommagea la forteresse et fit 23 victimes.

## Caractéristiques architecturales
L'architecture des dzongs est de style massif, marquée par des murs extérieurs imposants entourant un complexe de cours, de temples, de bureaux administratifs, et de logements pour les moines. Au nombre des caractéristiques architecturales distinctives on trouve : 
- de hauts murs au fruit prononcé, faits de brique et de pierre et chaulés, aveugles ou quasiment dans les parties inférieures mais comportant de plus en plus d'ouvertures au fur et à mesure qu'on s'élève (en particulier dans la tour centrale ou utsé);
- une litre ocre rouge (kemar) entourant le sommet des murs et quelquefois ponctuée par de grands cercles dorés ;
- des toits aux rives retroussées de style chinois (toits en pagode) au-dessus des temples intérieurs ; de motifs de faîtage recouverts de cuivre doré y dessinent des cloches, des hampes ou des ombrelles repliées [6] ;
- des couvertures de bardeaux (du moins à l'origine) ;
- des portes d'entrée massives, faites de bois et de fer ;
- des cours et temples intérieurs ornés de motifs artistiques bouddhistes aux couleurs vives, par exemple l'ashtamangala ou la svastika ;
- dans plusieurs cas, une tour de guet érigée soit à l'intérieur de la forteresse (ainsi au dzong de Jakar), soit en amont de celle-ci (comme aux dzongs de Paro et de Trongsa) [9];
- dans certains cas, un accès protégé par un pont à encorbellements [9] ;
- une entrée précédée d'une série de mâts arborant des bannières de prières et le drapeau bhoutanais [6].

Gravement endommagés par le tremblement de terre de 1897, la plupart des dzongs ont été depuis restaurés ou reconstruits dans le style d'origine. Nombre d'entre eux ont également subi des incendies désastreux du fait de l'emploi de lampes à beurre dans les temples.

## Construction
Par tradition, les dzongs sont construits sans plans architecturaux. La construction se déroule sous la direction d'un haut lama qui détermine chaque dimension au moyen de l'inspiration spirituelle.

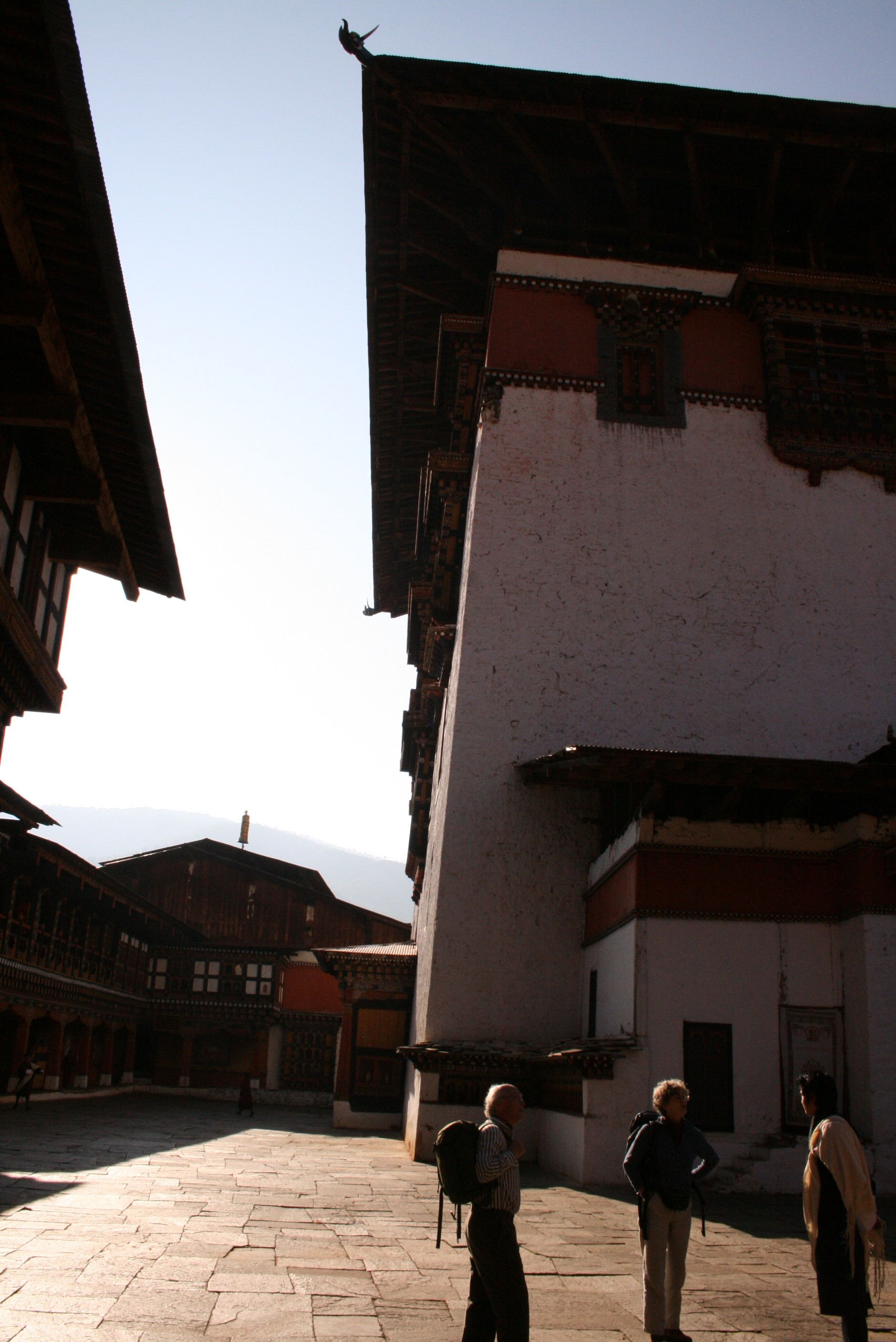
La cour et la tour du dzong à Paro.

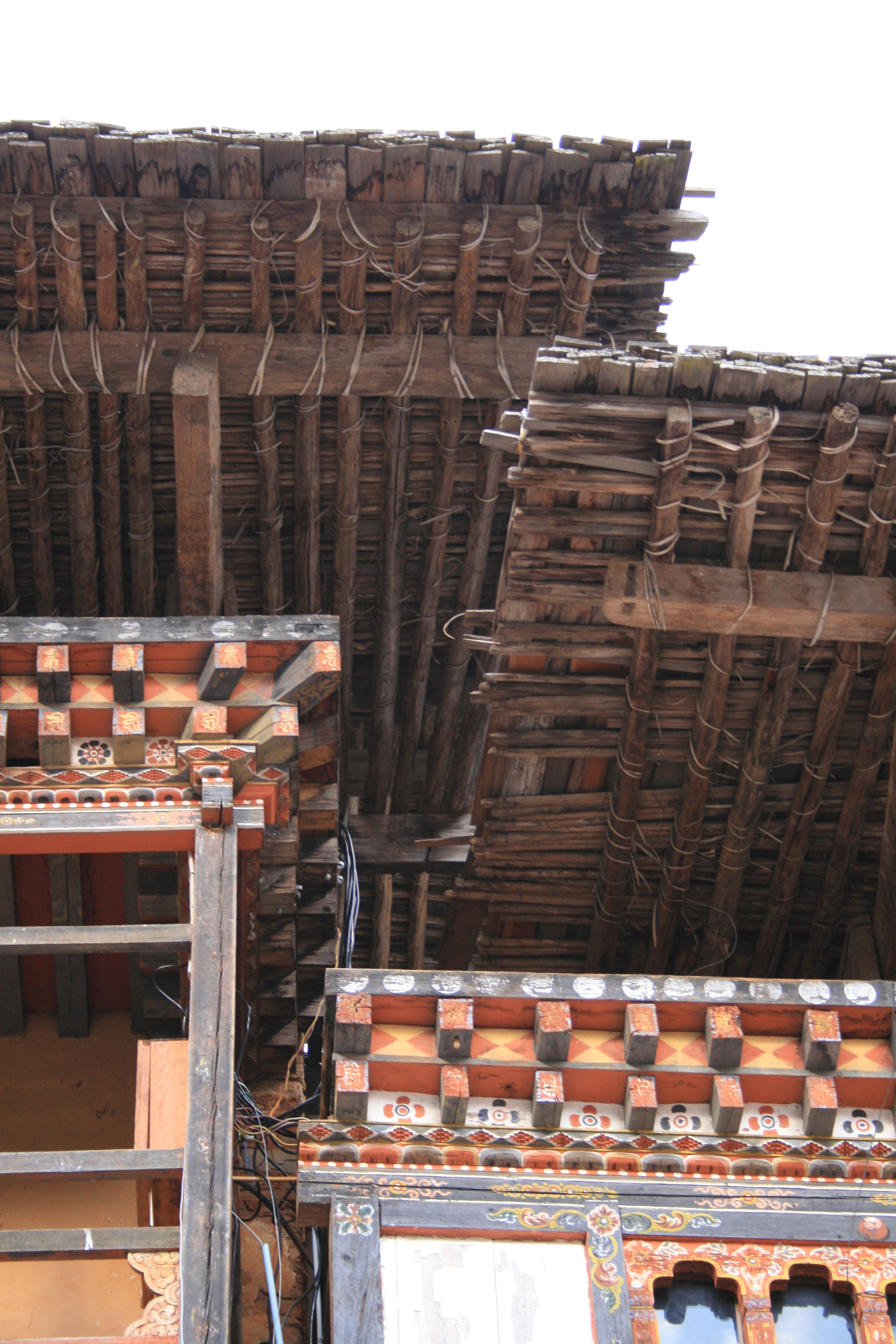
Rives des toits du dzong de Trongsa.

Pour construire les dzongs, on faisait autrefois appel à la corvée, prestation de main-d'œuvre imposée à chaque foyer du district. Chaque famille était tenue de fournir un nombre déterminé d'ouvriers pendant plusieurs mois d'affilée.
Les dzongs consistent en une lourde maçonnerie de murs rideaux entourant une ou plusieurs cours. 
Les principaux espaces fonctionnels se répartissent d'ordinaire en deux secteurs séparés : les bureaux administratifs et les fonctions religieuses (dont les temples et les logements des moines). Ces logements sont disposés contre la paroi intérieure des murs périphériques et prennent souvent la forme d'une tour en pierre ou utsé disposée au centre de la cour, abritant le temple principal, tour qui peut faire office de citadelle intérieure défendable. 
Les principaux bâtis intérieurs sont eux aussi en pierre (ou, comme dans l'architecture domestique, en blocs d'argile compactée dans des moules) et blanchis à la chaux au dedans comme au dehors, avec une large bande (ou litre) ocre rouge sur le haut à l'extérieur. 
Les grands ouvrages tels que le temple ont d'énormes colonnes et poutres de bois permettant de créer des galeries autour d'une zone centrale ouverte en pleine hauteur. Les petits ouvrages sont en bois sculpté et peints de manière très fouillée. 
Les toits font un usage massif de bois dur et de bambou, assemblés sans clous (c'est-à-dire à tenon et mortaise). Les avant-toit sont très décorés, avec des ouvertures pour fournir un secteur de stockage ventilé. Les couvertures étaient traditionnellement en bardeaux lestés par des pierres ; mais dans presque tous les cas, ce matériau est maintenant remplacé par de la tôle ondulée. Le toit du dzong de Trongsa, un des rares toits de bardeaux à avoir survécu, a été restauré en 2006-2007. 
Les cours, d'ordinaire pavées, sont généralement à un niveau plus élevé que l'extérieur et on y accède par des escaliers massifs et de petites entrées fermées par de grandes portes en bois. Toutes les portes ont un seuil pour décourager l'entrée des esprits. Les temples sont situés d'ordinaire à un niveau au-dessus de la cour avec de plus amples escaliers qui y mènent.

## Les principaux dzongs

### Le dzong de Drukgyel

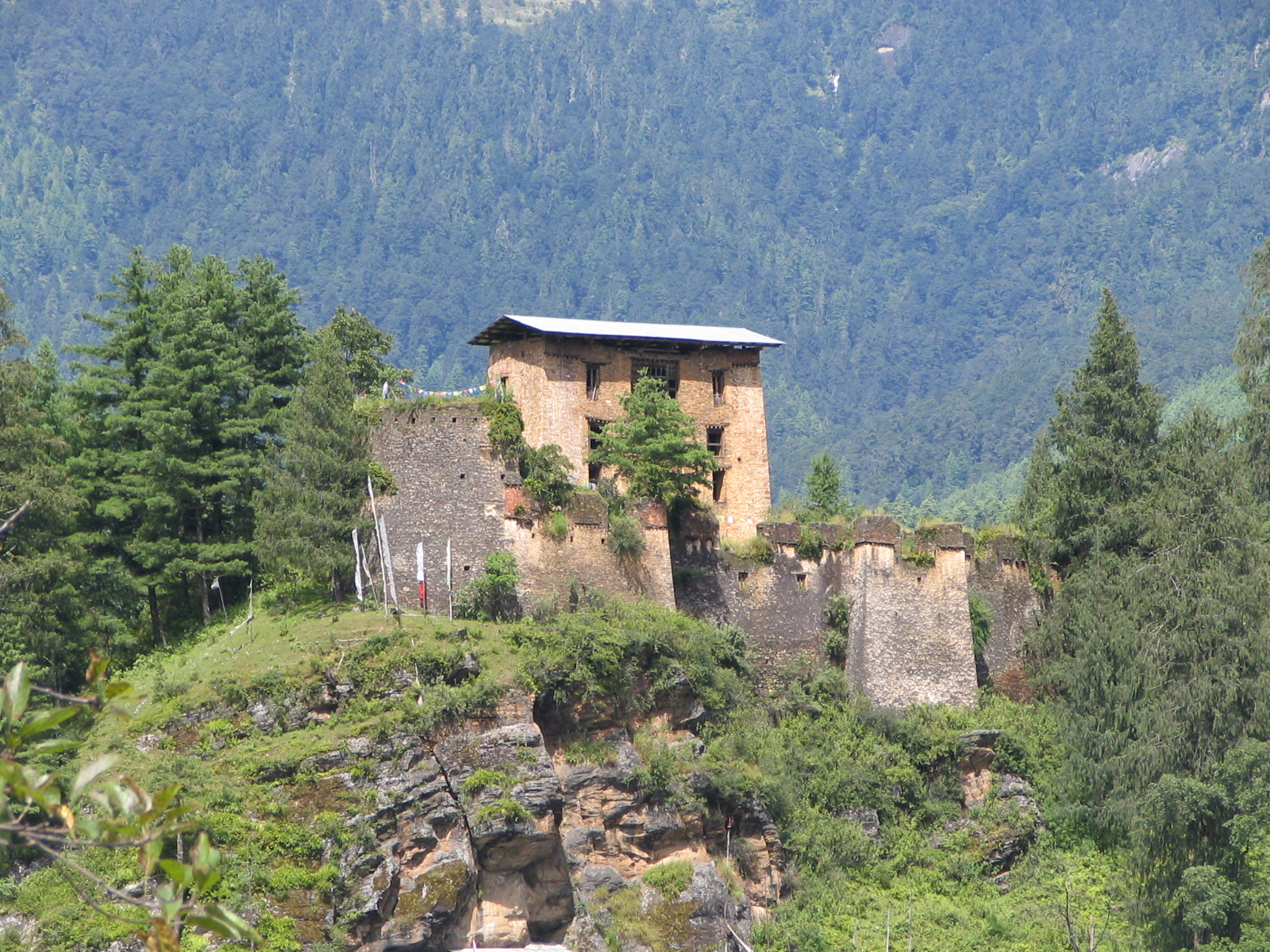
Le dzong de Drukgyel.

Dressée sur une crête à 2 580 m d'altitude, la forteresse de Drukgyel (ou encore Drukgyal) (littéralement, « la forteresse de la victoire du Bhoutan ») fut bâtie en 1647 par le shabdrung Ngawang Namgyal pour commémorer la victoire en 1644 des Bhoutanais sur les envahisseurs tibétains conduits par le chef de guerre mongol Gurshi Khan. 
Protégée par trois tours et accessible depuis une seule direction , elle surveillait le chemin d'invasion traditionnel des Tibétains sur les cols du haut Himalaya. Elle donne de superbes vues sur la montagne sacrée bhoutanaise, le mont Chomolhori (ou Jhomolhari) (altitude : 7 314 m).
La forteresse possédait la plus belle armurerie du pays. Elle eut droit aux honneurs de la revue américaine National Geographic en 1914.
Elle servait de centre administratif et de résidence d'été au Ringpung Rabdey lorsqu'elle fut ravagée en 1951 par un incendie provoqué par une lampe à beurre. 
Aujourd'hui, le dzong n'est plus que ruines que domine la carcasse vide de la tour centrale. Il est prévu de le restaurer et, en attendant, des toits provisoires protègent les bâtiments depuis 1985 .

#### Sources
- Drukgyal Dzong, sur le site Bhutan 2008

### Le dzong de Punakha

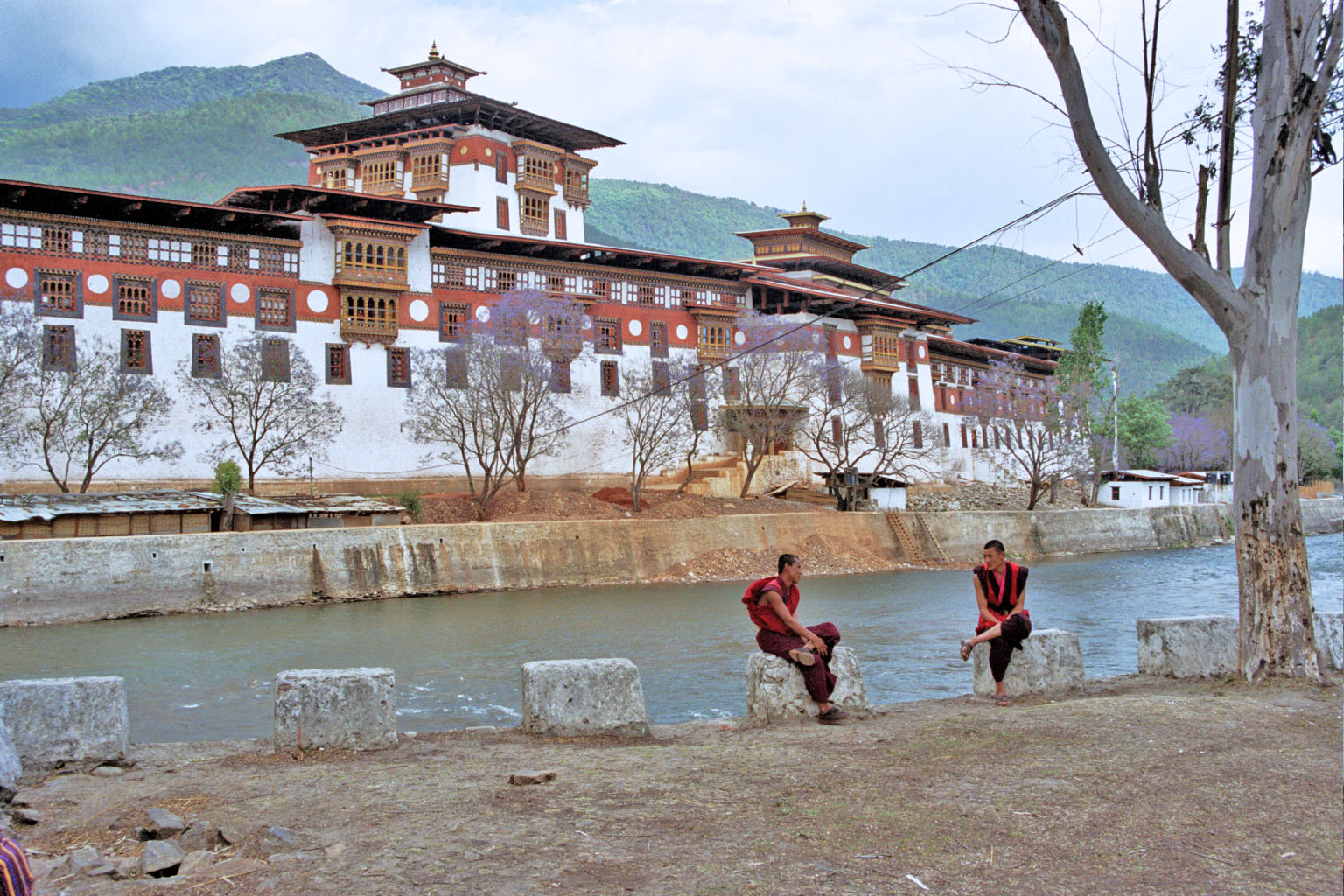
Le dzong de Punakha, ancré comme un vaisseau le long de la Mo Chhu.

Le plus ancien dzong du pays après celui de Simthoka, il a pour surnom Pungthang Dechen Phodrang (« palais de la grande félicité »). Il fut édifié en 1636-1637 par le grand lama Ngawang Namgyal, au confluent des rivières Pho (« mâle ») et Mo (« femelle »). Ce dernier y prenait ses quartiers d'hiver dans la tour centrale qui domine la forteresse de ses 7 étages. Le dzong fut considérablement agrandi entre 1744 et 1763 sous le 13e desi (chef du gouvernement), Sherab Wangchuk. En tant que siège du gouvernement, il vit la réception de plusieurs ambassades étrangères aux XVIIIe et XIXe siècles.
Long de 180 mètres et large de 72 m, le dzong a logé jusqu'à 600 moines. Au nombre de ses défenses, il possède une immense porte en bois, fermée et barrée chaque nuit, l'accès se faisant par des marches très raides que l'on peut retirer. 
Il y a trois cours intérieures, la première étant réservée à l'administration et la justice. Au fond de la troisième se dresse la salle de réunion aux 54 piliers dorés .
Il a connu six incendies, des inondations (en 1957, 1960 et 1994) et a été très endommagé par le tremblement de terre de 1897. Sa restauration s'est faite en employant des matériaux et des techniques traditionnelles. 
Les sobres proportions de l'édifice, l'opposition harmonieuse et colorée des lignes horizontales et verticales, témoignent de la maîtrise des bâtisseurs bhoutanais.
L'intérieur, richement décoré, recèle un monde chargé de symbolisme : mandalas cosmiques, bouddhas, divinités tantriques, etc.
Un temple abrite le corps momifié du shabdrung, mort en ces lieux en 1651.
C'est ici que le 17 décembre 1907, le premier roi du Bhoutan, Gongsar Ugyen Wangchuk, fut couronné. L'assemblée nationale bhoutanaise y élut domicile jusqu'à ce que Timphu remplace Punakha comme capitale du pays en 1961.
L'autorité spirituelle du pays, le je khempo, y tient ses quartiers d'hiver.

#### Sources
- Punakha Dzong (Punthang Dechen Phodrang Dzong), sur le site Bhutan 2008

### Le dzong Rinpung à Paro

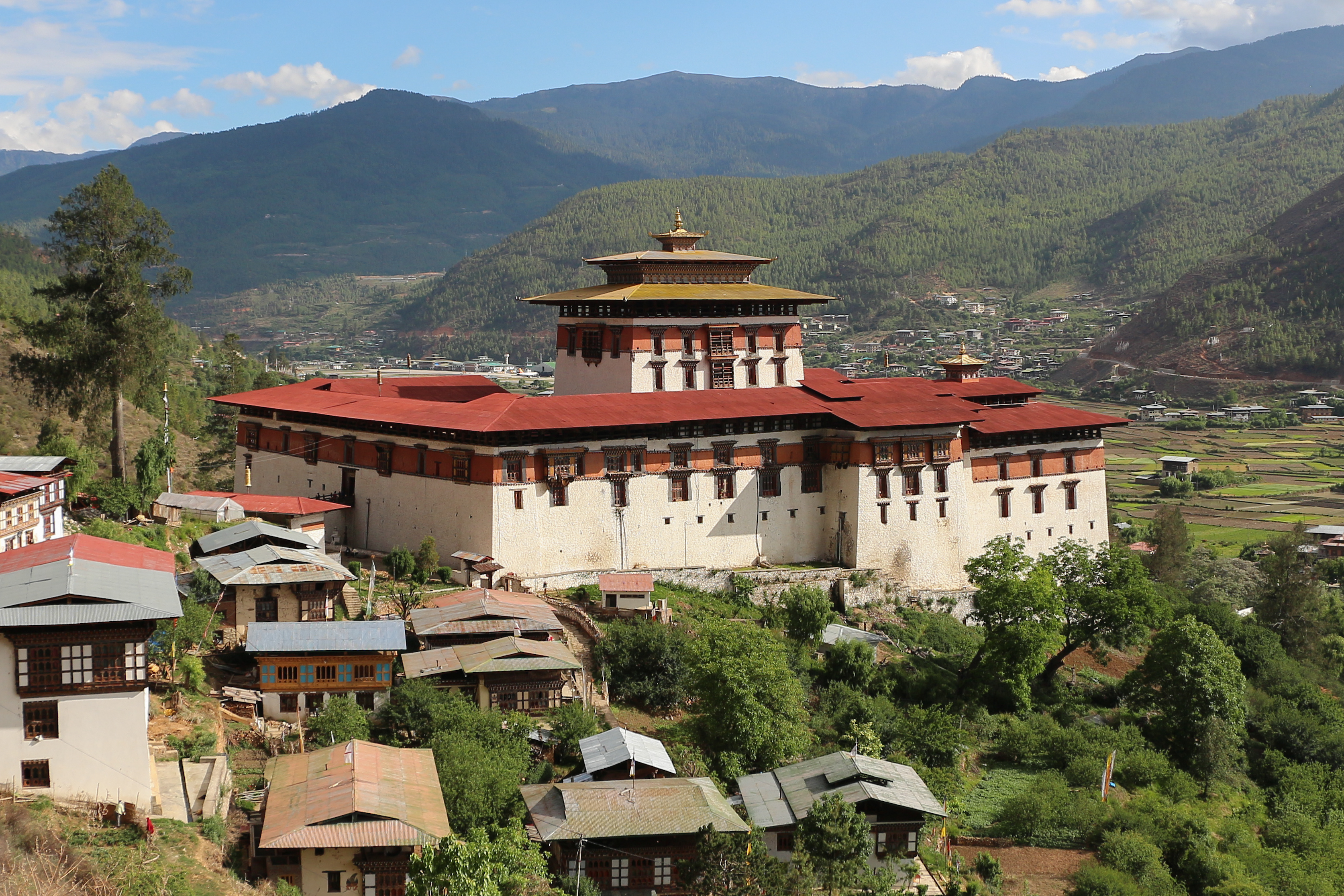
Le dzong Rinpung, à Paro.

Construit en 1646 dans la région de Paro (Bhoutan occidental) sous le règne du shabdrung Ngawang Nangyal, le dzong Rinpung (ou Rinchen Pung dzong) (littéralement « la forteresse sur un monceau de joyaux ») remplaça un petit fort du XVe siècle.
On y accède par une passerelle en bois couverte de bardeaux et flanquée de deux tours de garde en maçonnerie, qui traverse la Paro Chhu ; elle porte le nom de Nemi Zam. 
À la différence des autres dzongs il traversa le séisme de 1897 sans dégâts notables, mais fut ravagé par un incendie en 1907. Il fut reconstruit immédiatement, sur le même modèle, grâce à un impôt spécial prélevé dans tout le Bhoutan.
Structure massive mais élégante, il est connu pour la qualité du travail du bois (fenêtres, porches, piliers finement sculptés) ainsi que pour ses « mandalas cosmiques », représentant l'univers vu par deux courants philosophiques différents.
La tour carrée centrale ou utsé, bâtie en 1649, domine la cour intérieure et l'ensemble de la forteresse. Elle contient deux temples ou lhakhangs. 
Le dzong abrite une communauté de 200 moines et les services administratifs du district. Son temple ainsi que sa passerelle d'accès  servirent de décor en 1993 au film de Bernardo Bertolucci Little Buddha. 
La cour abrite au printemps la fête religieuse annuelle (tséchu) de Paro, à l'occasion de laquelle on déroule, nuitamment, une grande bannière sacrée (thangka), vieille de 300 ans, sur une des faces d'un bâtiment : les fidèles viennent la toucher brièvement, avant l'aube, où elle enroulée pour éviter qu'elle ne soit abîmée par les rayons du soleil.
En amont de la forteresse, se dresse une ancienne tour de guet circulaire, aux murs de 2,5 m d'épaisseur, qui servait aussi pour enfermer les prisonniers de guerre. Édifiée en 1656, elle a été restaurée et convertie en 1968, sous le nom de dzong ta (ta signifiant « voir »), en musée national abritant, sur 7 niveaux, des collections de statues et de peintures religieuses (thangka), d'armes et armures anciennes, de costumes, de bijoux, de monnaies, de timbres, de manuscrits, de théières, etc., couvrant 1500 ans de l'histoire du pays. La visite se fait selon un cheminement montant puis redescendant en suivant le sens des aiguilles d'une montre,.

#### Sources
- Paro Rinpung Dzong et Ta Dzong (Paro), sur le site Bhutan 2008
- Françoise Pommaret, Lionel Fournier, Bhoutan, Guides Olizane, 4e édition, Éditions Olizane, 2007, 308 p. en part. pp. 145-147

### Le dzong de Simtokha près de Thimphu

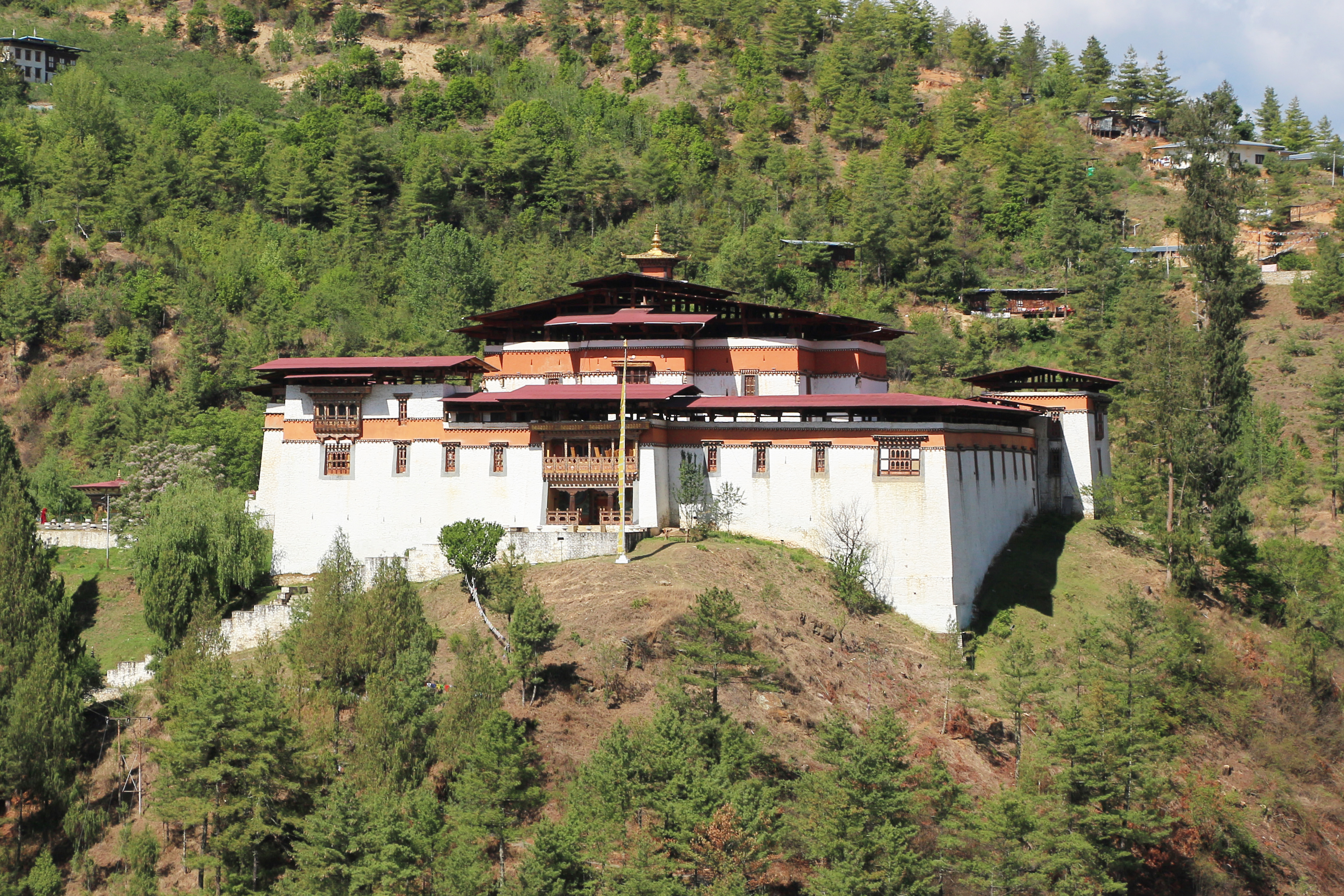
Le dzong de Simtokha.

Situé à 8 km de Thimphu, capitale du Bhoutan depuis 1961, le dzong de Simtokha (autre orthographe : Semtokha) est la première de six forteresses que le grand lama Ngawang Nangyal entreprit de bâtir pour consolider ses nouvelles possessions dans le Bhoutan occidental. La zone choisie pour son emplacement est aux confins de trois grandes régions occidentales : Sha, Wang et Pa. Ce dzong est le modèle des forteresses-monastères bâties par la suite, combinant fonction défensive et fonction religieuse. La première pierre fut posée en 1629 et l'édifice terminé en 1631 .
L'ensemble, qui a gardé l'essentiel de son plan et de sa structure d'origine, a été restauré de 2005 à 2008 : les toitures ont été refaites, la porte orientale démurée. Il comporte deux temples. La tour centrale ou utsé s'inspire du plan d'une mandala aux 12 côtés .
Il abrite aujourd'hui d'une part l'Institut des études linguistiques et culturelles (créé sous le nom d'École Rigney en 1961), où l'on forme les futurs enseignants de la langue officielle du pays, le dzongkha, et d'autre part une école monastique (shedra) pour les jeunes moines.

#### Sources
- Simtokha Dzong (Sanga Zabdoen Phodrang), sur le site Bhutan 2008

### Le dzong de Trashi Chho

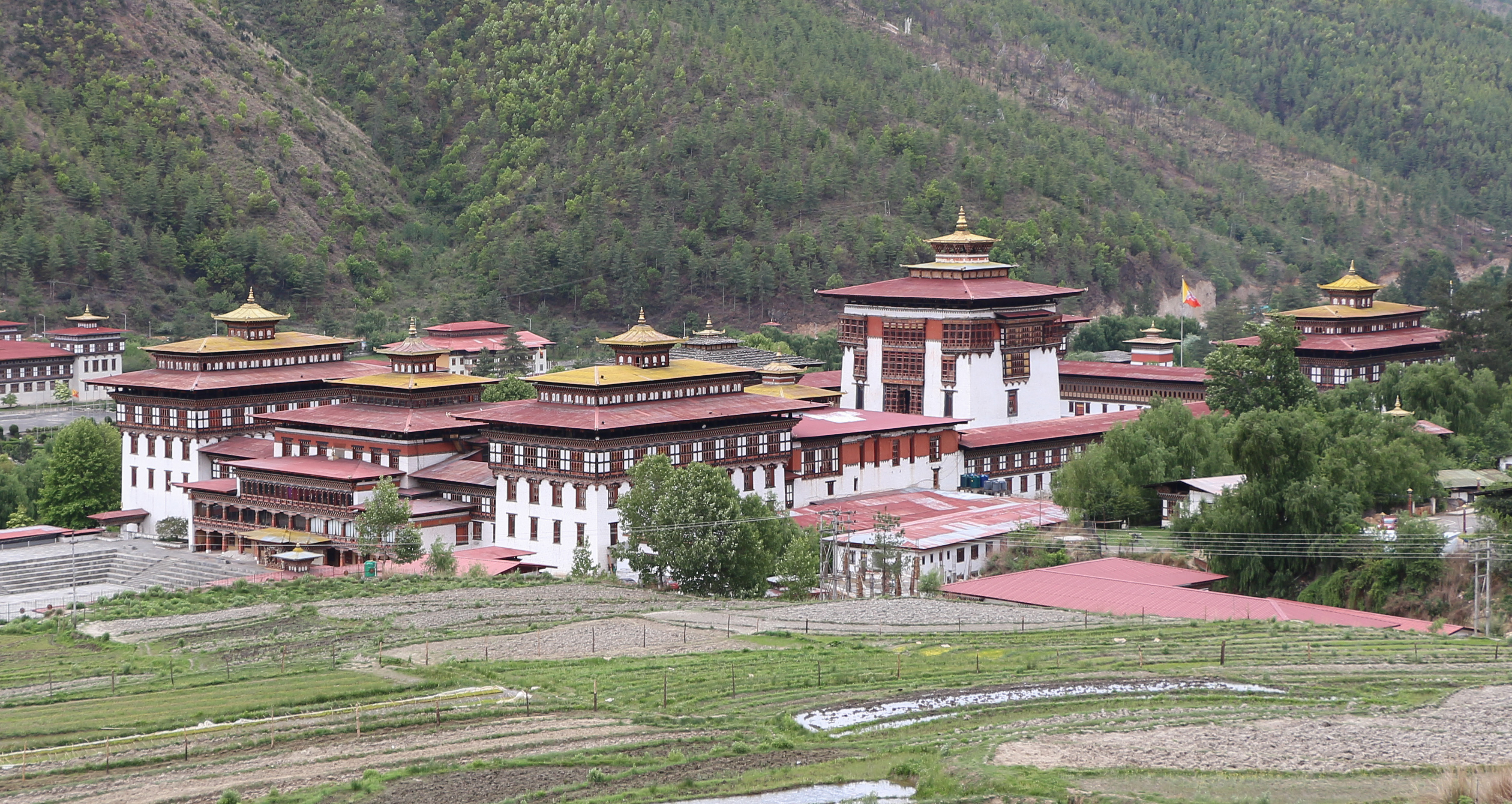
Le dzong de Trashi Chho.

Édifié en 1641 par le shabdrung Ngawang Namgyal en bordure de la rivière Wangchu et à proximité d'un premier dzong remontant à 1216, le dzong de Trashi Chho (autre orthographe : Tashi Chhoe) (littéralement la « forteresse de la glorieuse religion ») connut diverses vicissitudes (extensions, incendie, tremblement de terre) avant d'être reconstruit selon la tradition (sans plans ni clous) de 1962 à 1969 par le roi Jigme Dorje Wangchuk pour servir de nouveau siège au gouvernement bhoutanais (l'Assemblée nationale s'y réunit jusqu'en 1993). 
Il y a deux entrées, l'une pour les responsables du gouvernement, l'autre pour les responsables religieux et les gens du commun.
Bâti en granit pour le gros œuvre, le dzong forme un ensemble quadrangulaire aux côtés à deux étages sur soubassement, avec à chaque angle une tour carrée à trois étages, également sur soubassement, surmontée de trois niveaux dégressifs de toitures, le tout étant dominé par une grosse tour centrale ou utsé. L'intérieur est richement décoré, notamment le temple dans la cour du clergé d'État.
Le dzong abrite aujourd'hui les ministères de l'intérieur et des finances, la salle du trône, le secrétariat du roi et la résidence d'été du je khenpo, l'autorité spirituelle suprême du pays.
Chaque année, les lieux sont le siège d'un festival de danses sacrées exécutées par des lamas portant des masques et des costumes.
Trashicho Dzong, sur le site Bhutan 2008 

### Le dzong de Trongsa

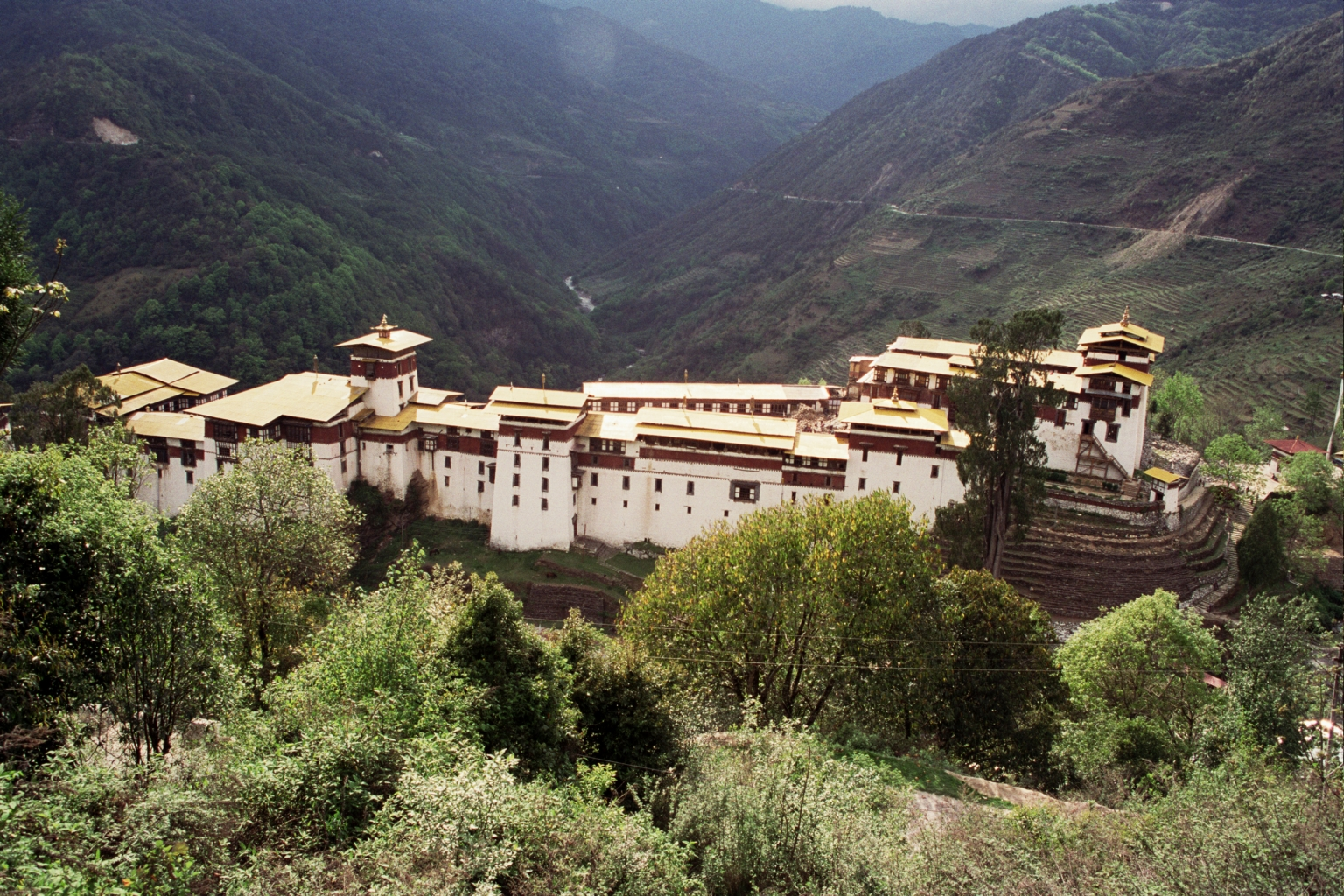
Le dzong de Trongsa.

Situé à 2 200 m d'altitude et à 130 km à l'est de Wangdu Phodrang, le dzong de Trongsa (dzongkha : ཀྲོང་གསར་, krong-gsar, littéralement « nouveau village ») est le dzong le plus grand et le plus impressionnant du pays. Il s'étire et s'étage sur un éperon dominant les gorges du Mangdé Chhu, surveillait les allées et venues entre le Bhoutan occidental et le Bhoutan central. Il fut édifié en 1644 sur le site d'un temple datant de 1543 et entouré de quelques huttes. Le bâtisseur en est Chhogyel Mingyur Tenpa, commissaire envoyé par le grand lama Ngawang Namgyal pour soumettre la partie orientale du pays. La seule route muletière reliant l'Est à l'Ouest du Bhoutan passait par le centre même de la forteresse. Il suffisait de fermer les portes pour couper les communications entre les deux parties du pays. 
La forteresse fut agrandie à la fin du XVIIe siècle et augmentée d'un temple en 1771.
En amont, sur le flanc de la montagne, se dresse une grosse tour de guet dite ta dzong, construite en 1760. Elle possède un corps de bâtiment central circulaire assez étroit, à cinq niveaux, et deux ailes qui se projettent en avant, de quatre niveaux.
Le dzong de Trongsa est le siège ancestral de la famille royale actuelle, la dynastie des Wangchuk. Le premier et le deuxième rois du Bhoutan ont régné sur le pays depuis ce dzong. Le prince héritier en est généralement le gouverneur (penlop) honoraire avant de monter sur le trône.
L'ensemble sert de siège administratif et monastère pour la région de Trongsa. L'intérieur est un véritable labyrinthe de temples, de couloirs, de bureaux. Y ont logé jusqu'à 1 500 moines et administrateurs. Un stoupa occupe l'emplacement du temple du XVIIe siècle.
Après le tremblement de terre de 1897, il fut réparé plusieurs fois. 
Le dzong abrite une imprimerie de textes religieux ainsi que deux chapelles logées dans la tour de guet, l'une dédiée à Jampa, le bouddha des temps futurs, l'autre à Gesar de Ling, le célèbre héros de l'épopée tibétaine.
Les toitures des bâtiments sont d'un jaune vif.

#### Sources
- Druk Minjur Chhoekhor Rabtentse Dzong (Trongsa), sur le site Bhutan 2008
- Françoise Pommaret, Lionel Fournier, Bhoutan, Guides Olizane, 4e édition, Éditions Olizane, 2007, 308 p. en part. pp. 204-206

### Le dzong de Wangdue Phodrang

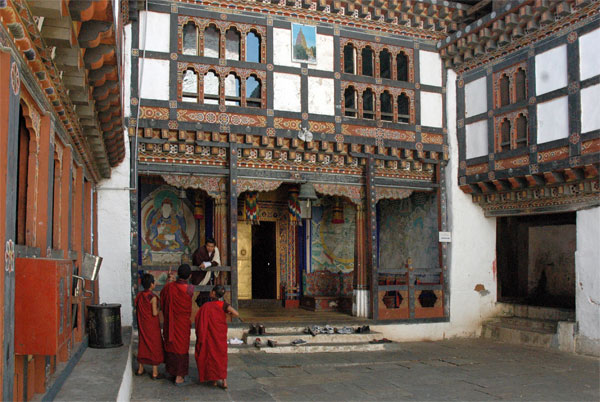
Le dzong de Wangdue Phodrang

Construit en 1639 par le shabdrung Ngawang Nangyal, le dzong de Wangdue Phodrang (autre orthographe : Wangdiphodrang) est situé sur un éperon dominant de ses 1350 mètres le confluent des rivières Punak Chhu et Tang Chhu dans le Bhoutan central. De par sa situation, il commandait les routes reliant l'ouest et l'est du Bhoutan.
Il fut agrandi en 1683 par le 4e souverain temporaire du Bhoutan, Gyse Tenzin Rabgye.
Il comporte trois parties qui s'étirent le long de l'éperon. Il n'y a qu'une seule entrée. 
Des cactus avaient été plantés sur les pentes du promontoire pour dissuader les assaillants éventuels.
Alors qu'elle était en cours de rénovation, la forteresse a brûlé complètement en juin 2012.

#### Sources
- Wangdue Phodrang Dzong sur le site Bhutan 2008

## Les autres dzongs

### Le dzong Dobji
Ce dzong, qui se trouve dans la région de Paro, se dresse sur un rocher bordant un ravin au fond duquel coule la rivière de Pachhu-Wangchhu. Il fut édifié en 1531 par Ngawang Chhogyal, qui fit venir de Druk Ralung, au Tibet occidental, 100 charpentiers et maçons. La tour centrale est censée avoir survécu à un tremblement de terre qui détruisit les autres bâtiments.
En 1976, le dzong fut rénové pour servir de prison.

#### Sources
- Dogar Dobji Dzong, sur le site Bhutan 2008

### Le dzong de Gasa

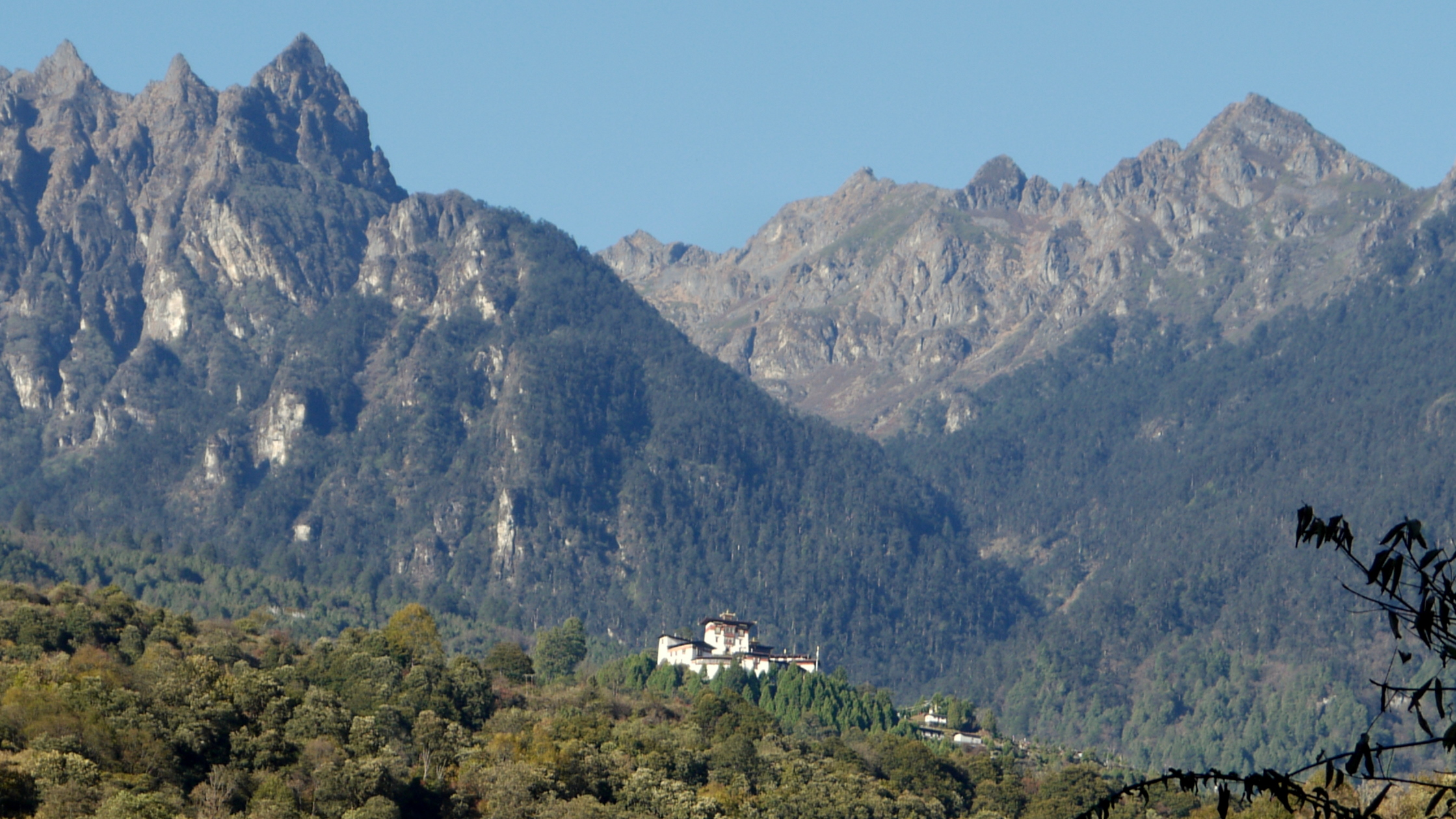
Le dzong de Gasa vu de loin (2010).

Bâti sur une pente regardant l'est, le dzong de Gasa est le centre administratif de la région de Gasa dans le nord-ouest du pays.
La plupart des historiens en attribuent la construction à Ngawang Namgyal en 1648 pour se protéger des attaques venant du nord.
À la différence des autres forteresses, il épouse une forme circulaire et comporte trois tours de guet. La tour centrale est un bâtiment de trois étages.
Il abrite deux temples.
L'ensemble a été gravement endommagé par un incendie en janvier 2008.
Gasa Trashi Thongmoen Dzong, sur le site Bhutan 2008 

### Le dzong de Jakar

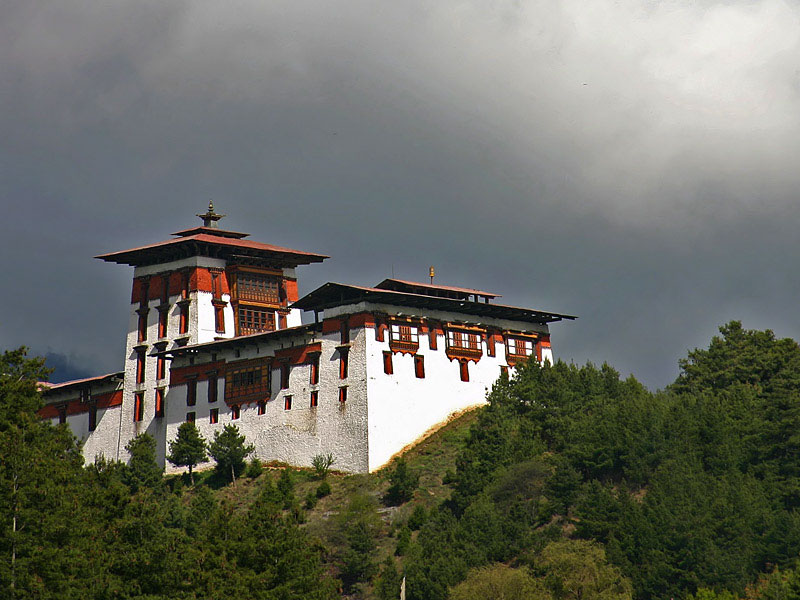
Le dzong de Jakar.

Cette forteresse se dresse sur une colline dominant la ville de Jakar dans la région du Bumthang. Édifiée par l'arrière-grand-père du premier shabdrung, elle fut agrandie par ce dernier en 1646 pour lui permettre de consolider son emprise sur la région orientale. Son nom « la forteresse de l'oiseau blanc ») lui viendrait de l'oiseau blanc qui se serait posé sur la colline au moment où l'on cherchait justement un emplacement pour la future bâtisse.
Elle n'aurait subi qu'un seul incendie dans son histoire (à la différence des autres dzongs) mais n'a pas échappé au tremblement de terre de 1897.
Ce dzong se distingue par sa tour centrale ou utsé, haute d'une cinquantaine de mètres.
Il sert de siège administratif et monastique pour la vallée de Bumthang et de résidence d'été aux moines du dzong de Trongsa.
Jakar Dzong (Jakar Yugyel Dzong), sur le site Bhutan 2008 

### Le dzong de Lhuntse

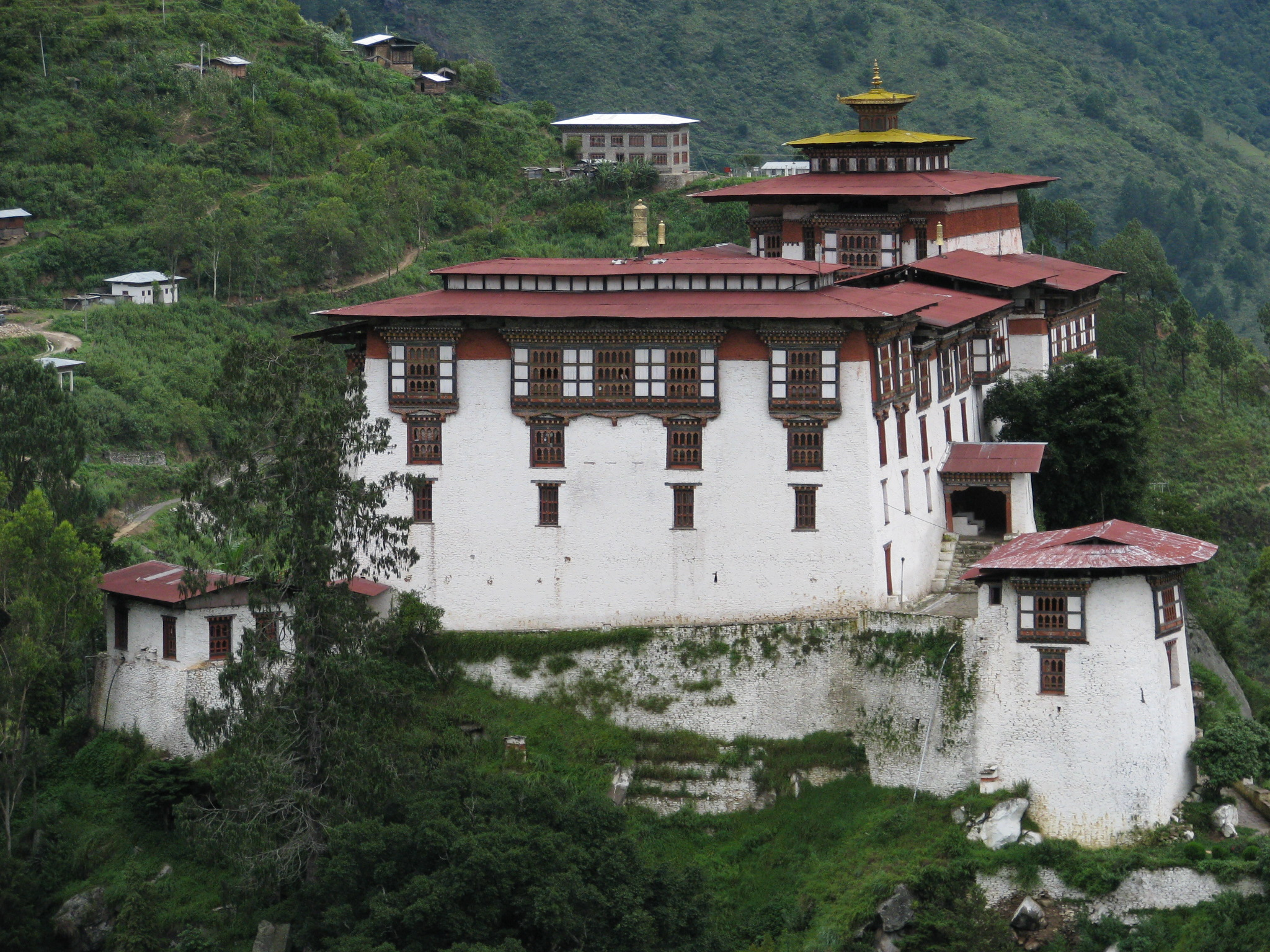
Le dzong de Lhuntse.

À l'origine de cette forteresse, un petit fort bâti par Nagag Wangchuk en 1552, sous le nom de Leyley Dzong en hommage à la déité locale qui lui serait apparue sous la forme d'une chèvre. À son emplacement, le penlop Minjur Tenpa aurait construit en 1654 la forteresse actuelle, le dzong Lhundrub Richens (ou Lhundrup Rinchhentse). Ce dzong abrite aujourd'hui 200 moines.
Lhundrup Rinchhentse Dzong (Lhuntse), sur le site Bhutan 2008 

### Le dzong de Mongar
C'est un des dzongs les plus récents du pays puisque construit au XIXe siècle et reconstruit par le roi Jigme Dorje Wangchuk dans les années 1950 (tout en respectant la technique classique, c'est-à-dire sans plan ni clous). 
Il combine fonction administrative et fonction monastique et abrite deux temples en son sein .
Mongar sur le site Bhutan Majestic Travel 

### Le dzong de Singye
Ce dzong se trouve dans le gewog (canton) de Kurtoe à trois jours de marche de Lhuntse dans le Bhoutan oriental. Il se dresse à 3 000 m d'altitude. 
Passant devant lui en 1906 pour gagner le Tibet, l'agent politique britannique John Claude White le qualifie de « très petit fort, qui n'en mérite guère le nom ». En fait, il s'agit d'un des sites les plus sacrés de tout le pays, Guru Rinpoché y ayant médité au VIIIe siècle. 
Singye Dzong: the Legendary Lion Fortress, sur le site Bhutan 2008 

### Le dzong de Trashigang

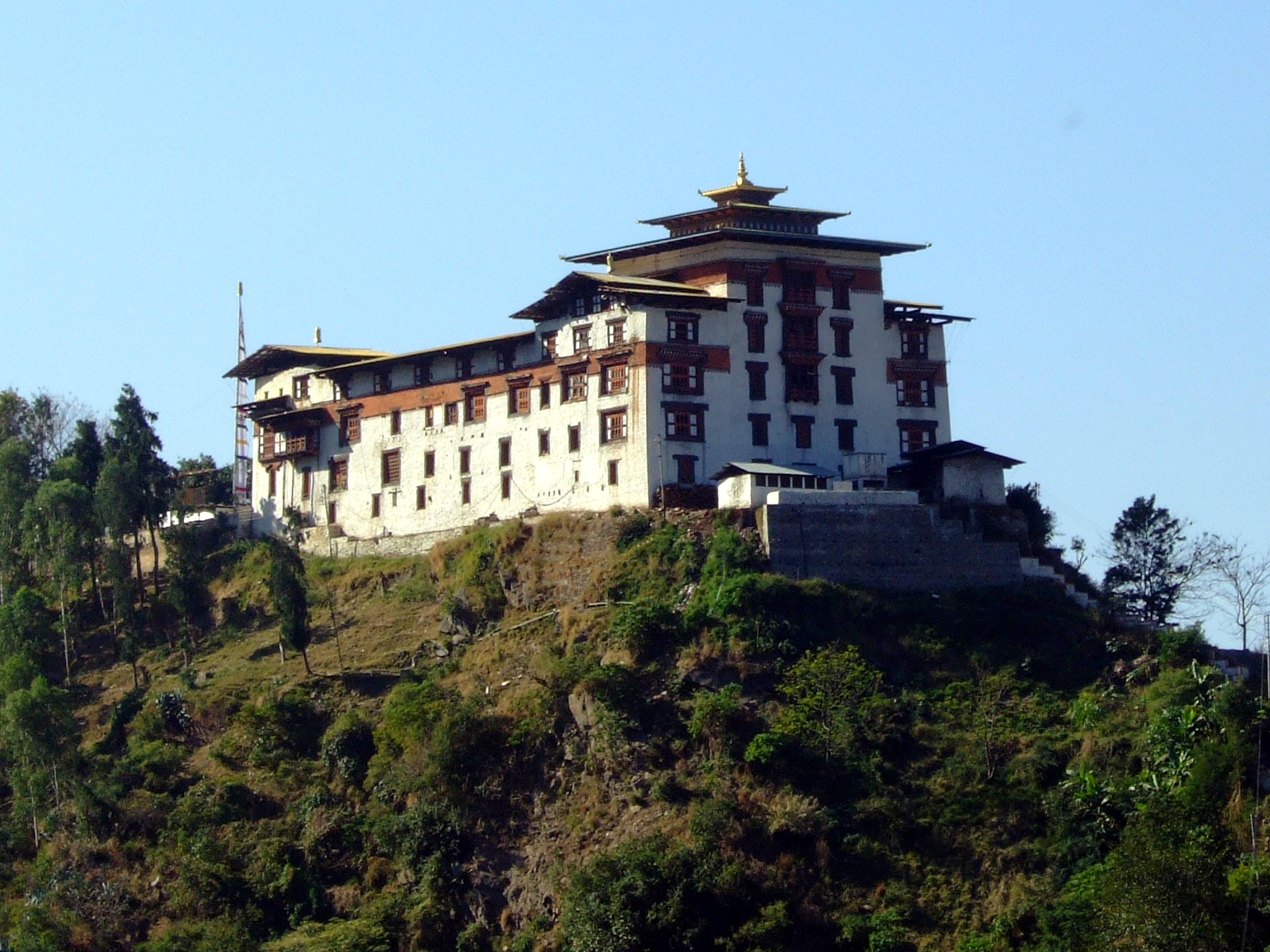
Le dzong de Trashigang vu depuis l'arrière (2008).

Le dzong de Trashigang (ou Tashigang), qui occupe une position stratégique sur un éperon  dominant la vallée de la rivière Drangmé Chuu dans l'est du pays, fut édifié en 1659 par le 3e desi (chef du gouvernement) pour arrêter les incursions venant du Tibet.
Il fut par la suite agrandi et rénové à deux occasions. Il possède une seule cour et abrite plusieurs temples .
Trashigang Dzong, sur le site Bhutan 2008 

### Le dzong de Dagana
Ce dzong, qui domine la ville de Dagana, fut édifié à la fin des années 1990 lorsque la région fut créée.
Darkar Trashi Yangtse Dzong (Dagana), sur le site Bhutan 2008 

### Le dzong de Wangchuk Lo

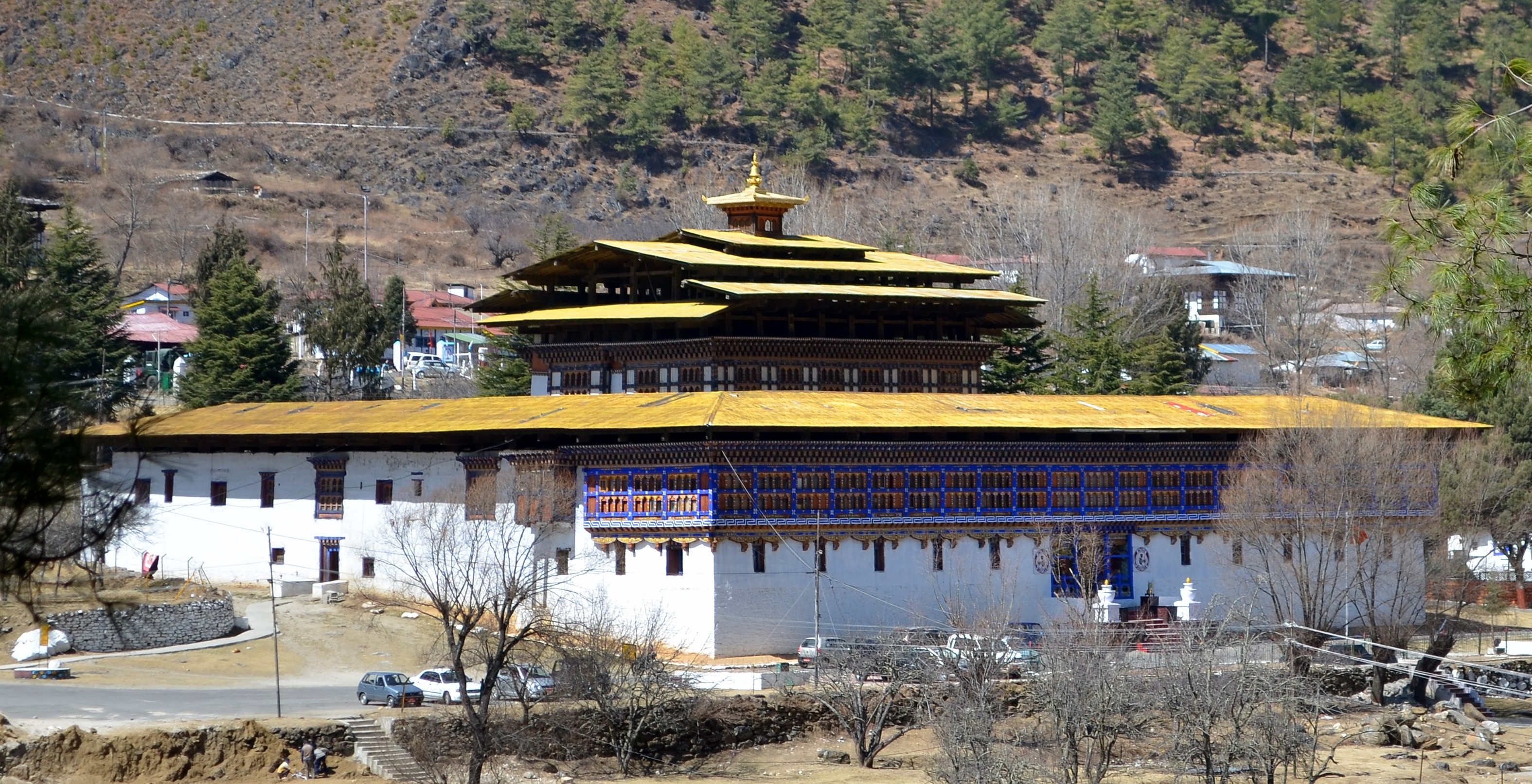
Le dzong de Wangchuk Lo, le quartier-général de l'armée royale bhoutanaise

Ce dzong, aussi connu sous le nom de Ha dzong, fut bâti en 1913 par Kazi Ugyen Dorje (en), le drungpa de Ha, en remplacement du dzong de Dumchog, qui avait brûlé entièrement. 
Édifié en 1895, le dzong de Dumchog avait une tour de guet (ta dzong) car se trouvant près de la frontière avec le Tibet. En plus de ses fonctions militaires et civiles, Dumchog servait de grenier à grains pour la population locale. Il n'en subsiste plus aujourd'hui que quelques murs ruinés.
Construit à un kilomètre de son prédécesseur, le nouveau dzong prit le nom de Dzongsar Wangchuk Lo Dzong. Il contient une chapelle desservie par des moines, les autres parties abritant les bureaux de l'armée royale du Bhoutan.
Haa Wangchuk Lo Dzong, sur le site Bhutan 2008 

### Le dzong de Zhemgang
Il se dresse sur une crête qui fait face à la ville de Zhemgang et sur laquelle un ermitage avait été fondé au XIIe siècle par Lam Zhang Dorje Drakpa.
En 1655, on construisit à la place de l'ermitage un dzong à un seul niveau.
En 1963, le dzong fut rénové par le roi Jigme Dorje Wangchuk pour servir de centre au district nouvellement créé de Zhemgang. À cette occasion, il fut rebaptisé dzong de Druk Dechen ou de Dechen Yangtse.
Il possède 6 temples. Un festival y a lieu chaque année depuis 1966.
Zhemgang Dechen Yangtse Dzong, sur le site Bhutan 2008 

### Le dzong de Zhongar
Situé dans le district de Mongar, sur une colline faisant face au village de Truelangbi, il est réduit à l'état de ruines.
Zhongar Dzong, sur le site Bhutan 2008 

## L'architecture moderne dans le style des dzongs

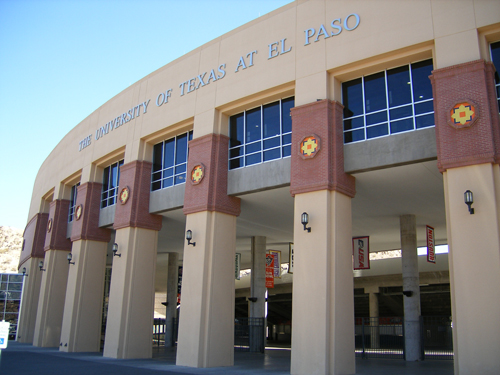
Centre sportif Larry K. Durham à l'université du Texas à El Paso.

Les grands bâtiments modernes du Bhoutan utilisent souvent la forme et maintes caractéristiques externes des dzongs dans leur architecture, tout en faisant appel à des techniques modernes comme le béton coffré. 
Le campus de l'Université du Texas à El Paso est un exemple rare de style architectural dzong rencontré en dehors de l'Himalaya – l'université accueille le Centre culturel himalaïen Chenrezig d'El Paso. Les phases initiales ont été conçues par Henry Trost, architecte à El Paso, et les phases ultérieures ont conservé le même style .

## Recherches récentes

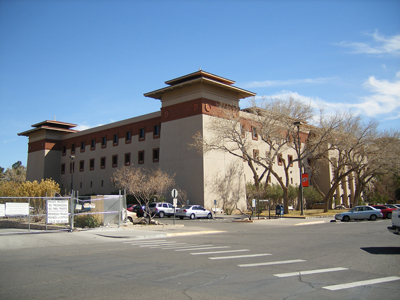
Bibliothèque inspirée de l'architecture des dzongs à l'université du Texas à El Paso.

Des recherches récentes menées par le lettré bhoutanais C.T. Dorji donnent à penser que le « modèle dzong » originel serait non pas le dzong de Simtokha comme on le croit ordinairement, mais le dzong de Dobji, construit en 1531 à une altitude de 6 600 pieds (2 011 mètres) sur une falaise faisant face à la gorge de la rivière Wangchhu. 
Contrairement aux dzongs édifiés sous la direction du grand lama Ngawang Namgyal dans un but défensif, le dzong Dobji fut construit à des fins religieuses, marquant l'endroit où Ngawang Chogyel « (...) suivit l'eau d'une source jaillissant sous le trône de Jetsun Milarépa à Druk Ralung afin de trouver le site approprié à l'établissement d'un centre diffusant les enseignements de Drukpa Kagyu au Bhoutan ».

## Mots dedzongkhaliés au dzong
- chhu : rivière
- desi : chef du gouvernement
- dochey : cour
- dzongchhung : petit fort
- dzongkhag : district
- dzongpön : préfet
- gewog : unité administrative regroupant plusieurs villages (canton)
- gup : chef de gewog
- je khenpo : chef religieux suprême
- kachhen : colonne en bois
- kemar : litre ocre rouge
- lhakhang : temple
- penlop (variantes peunlop ou ponlop) : gouverneur
- phodrang : palais
- shedra : école monastique
- ta dzong : tour de guet, belvédère (ta signifie « voir »)
- tséchu : fête religieuse annuelle
- tsédung (variante tsédrung) : lama
- utsé : tour centrale